# Spegepølse
Spegepølse er navnet på en røget, dansk pølse der er fremstillet af hakket kød, spæk og krydderier. Kødet er ofte let saltet. Spegepølser kan fremstilles af forskellig slags kød; mest almindeligt er svinekød, men almindeligvis kan også spegepølser af oksekød eller lammekød købes hos de fleste slagtere og dagligvarebutikker.
Typiske krydderier er hvidløg og peber, der findes også variationer med kartoffel eller spiritus som cognac eller rødvin.
Visse typer industrifremstillet spegepølse er desuden tilsat stoffet carminer (E120) som udvindes af en type skjoldlus. Dette giver spegepølsen en meget rød farve. Andre, eksempelvis økologiske variationer, er farvet med rødbedefarve, som giver en mere naturlig mørkerød farve.
Spegepølse er rå, men tilsættes mælkesyrebakterier, som får pølsens pH-værdi til at falde, hvilket får kødets proteiner til at frigive vand, så pølsen tørrer. Herudover saltes og evt. røges pølsen. Både mælkesyrekulturen, saltning og evt røgning, bidrager til pølsens karakteristiske smag.
Spegepølse spises ofte i tynde skiver som pålæg på brød i klassisk dansk smørrebrød, men også i sandwich og tapas. I smørrebrødsversionen er den ofte serveret på rugbrød med remoulade og ristede eller rå løg ovenpå, og evt pyntet med agurk og/eller tomatskiver.
Spegepølsen er i familie med den italienske salami, og navnet salami benyttes for nogle typer spegepølse. En stor forskel er dog bl.a. at salami er tørret længere end spegepølse, og konsistensen er derfor en del hårdere ved en salami.

## Historie
Sønderjylland var i perioden 1864-1920 under tysk styre, og mange tyske slagtere slog sig derfor ned i området. De bragte fremstillingsmetoder og opskrifter med, som stammer helt fra Sydtyrol i Norditalien, og fremstilling af salami var en af dem. I Danmark fik denne lokale version navnet "spegepølse", eftersom den blev konserveret ved lufttørring og evt. røgning som kaldes spegning. Den dag i dag er der stadig stor tradition for fremstilling af spegepølser i Sønderjylland, og det anvendes ofte som "branding" af spegepølser at fremhæve, at den er sønderjysk eller fremstillet efter en sønderjysk opskrift.